# Vysoká Libyně
Pour les articles homonymes, voir Vysoká.
Vysoká Libyně (en allemand : Hochlibin) est une commune du district de Plzeň-Nord, dans la région de Plzeň, en République tchèque. Sa population s'élevait à 215 habitants en 2022.

## Géographie
Vysoká Libyně se trouve à 6 km au nord-ouest de Kralovice, à 33 km au nord de Plzeň et à 75 km à l'ouest-sud-ouest de Prague.
La commune est limitée par Jesenice au nord, par Čistá au nord et à l'est, par Kralovice au sud, et par Bílov à l'ouest.

## Histoire
La première mention écrite de la localité date de 1180.

## Transports
Par la route, Vysoká Libyně se trouve à 6 km de Kralovice, à 40 km de Plzeň et à 91 km de Prague.

## Personnalité liée à Vysoká Libyně
Ignaz Abeles (1874-1942), sportif, dirigeant et médecin autrichien, y est né.